# 美洲女子金盃
美洲女子金盃（英語：CONCACAF W Gold Cup）是中北美洲及加勒比海足球協會（CONCACAF）各成員國之間的成年女子足球賽事，參賽隊伍為北美洲、中美洲及加勒比地區的國家女子足球隊，美洲女子金盃創立於2020年12月，最初賽事命名為「中北美洲及加勒比海女子國家聯賽」（Women's CONCACAF Nations League）。本賽事的官方標誌於2021年8月公佈，中北美加足協表示此賽事為全新的美洲女子金盃，有別於中北美洲及加勒比海女子足球錦標賽的前身。

## 賽制
美洲女子金盃外圍賽又稱「Road to Concacaf W Gold Cup」，參賽隊伍包含34支中北美洲及加勒比海足協成員國的女子足球代表隊，並將所有隊伍依其協會係數排名分入3個級別的聯賽（A、B和C），每個聯賽再分出若干個組別進行比賽，聯賽A共有3個組別及9支隊伍；聯賽B共有3個組別及12支隊伍；剩餘隊伍均落在聯賽C，共有4個組別及13支隊伍。每支隊伍將與同個組別的其他隊伍進行主客循環賽，聯賽A各組首名隊伍將直接晉級本屆美洲女子金盃決賽圈賽事，聯賽A各組次名隊伍與聯賽B各組首名隊伍晉級外圍賽之附加賽圈，總共6支隊伍兩兩進行單敗淘汰賽，勝出的3支隊伍可晉級決賽圈賽事。此外，在中北美洲及加勒比海奧運女子足球資格賽中勝出的兩支隊伍可直接取得決賽圈的參賽資格，無須再參加外圍賽。
美洲女子金盃決賽圈共有12支隊伍，包含2支奧運資格賽的冠亞軍隊伍，以及從外圍賽晉級的6支隊伍，還有來自其他洲際足球協會的4支受邀隊伍。12支隊伍依據其所屬檔次及抽籤結果被分為3個組別，再分別與同組別的其他隊伍進行3輪分組賽。在分組賽賽事的最終結果中，各組前兩名隊伍直接晉級下一階段的淘汰賽，各組第三名另外獨立進行積分排名，積分較高的兩支隊伍可晉級淘汰賽。淘汰賽賽事包含半準決賽、準決賽和決賽，以決出最終的冠亞軍隊伍。

## 歷屆賽事
| 年份 | 主辦國 | 決賽結果 | 決賽結果 | 決賽結果 | 準決賽隊伍      | 參賽隊數 |
| 年份 | 主辦國 | 冠軍     | 比分     | 亞軍     | 準決賽隊伍      | 參賽隊數 |
| ---- | ------ | -------- | -------- | -------- | --------------- | -------- |
| 2024 | 美国   | · 美国   | 1–0      | · 巴西   | 加拿大 · 墨西哥 | 12       |

### 球隊最佳成績
| 國家隊 | 冠軍      | 亞軍      | 晉級準決賽 |
| ------ | --------- | --------- | ---------- |
| 美国   | 1（2024） |           |            |
| 巴西   |           | 1（2024） |            |
| 加拿大 |           |           | 1（2024）  |
| 墨西哥 |           |           | 1（2024）  |

## 各隊歷屆表現
括號中的數字代表各屆賽事的參賽隊伍數。
| 加拿大           | 半決賽 | 1 |
|                  | 八強賽 | 1 |
|                  | 分組賽 | 1 |
| 薩爾瓦多         | 分組賽 | 1 |
| 墨西哥           | 半決賽 | 1 |
| 巴拿马           | 分組賽 | 1 |
| 波多黎各         | 分組賽 | 1 |
| 美国             | 冠軍   | 1 |
| 非CONCACAF成員國 |        |   |
| 阿根廷           | 八強賽 | 1 |
| 巴西             | 亞軍   | 1 |
| 哥伦比亚         | 八強賽 | 1 |
| 巴拉圭           | 八強賽 | 1 |

| - • – 未晉級 - † – 取消資格 | - × – 未進入/退出/禁賽 - – 決賽週主辦國家 |

## 外部連結
- 官方网站
- 美洲女子金盃的Instagram帳戶
- 美洲女子金盃的X（前Twitter）